# 30. ceremonia wręczenia nagród Gildii Aktorów Ekranowych
30. ceremonia wręczenia nagród Gildii Aktorów Ekranowych, amerykańskich nagród filmowych i telewizyjnych przyznawanych przez SAG-AFTRA, honorująca produkcje z 2023 roku, odbyła się 24 lutego 2024 w Shrine Auditorium w Los Angeles. Jej globalna emisja na żywo odbyła się w serwisie strumieniowym Netflix.
Nominacje zostały ogłoszone 10 stycznia 2024. Spośród filmów najwięcej zdobyły ich Barbie i Oppenheimer (po 4), a spośród programów telewizyjnych Sukcesja (5). Spośród filmów najwięcej nagród zdobył Oppenheimer (3), zaś spośród programów telewizyjnych The Bear (3). Honorową nagrodę za całokształt twórczości odebrała Barbra Streisand.

## Laureaci i nominowani

### Filmy
| Najlepszy występ aktora w roli pierwszoplanowej | Najlepszy występ aktorki w roli pierwszoplanowej |
| --- | --- |
| - Cillian Murphy – Oppenheimer jako Robert Oppenheimer - Bradley Cooper – Maestro jako Leonard Bernstein - Colman Domingo – Rustin jako Bayard Rustin - Paul Giamatti – Przesilenie zimowe jako Paul Hunham - Jeffrey Wright – Amerykańska fikcja jako Thelonious „Monk” Ellison | - Lily Gladstone – Czas krwawego księżyca jako Mollie Burkhart - Annette Bening – Nyad jako Diana Nyad - Carey Mulligan – Maestro jako Felicia Montealegre - Margot Robbie – Barbie jako Barbie - Emma Stone – Biedne istoty jako Bella Baxter              |
| Najlepszy występ aktora w roli drugoplanowej | Najlepszy występ aktorki w roli drugoplanowej |
| - Robert Downey Jr. – Oppenheimer jako Lewis Strauss - Sterling K. Brown – Amerykańska fikcja jako Clifford „Cliff” Ellison - Willem Dafoe – Biedne istoty jako Godwin Baxter - Robert De Niro – Czas krwawego księżyca jako William King Hale - Ryan Gosling – Barbie jako Ken | - Da’Vine Joy Randolph – Przesilenie zimowe jako Mary Lamb - Emily Blunt – Oppenheimer jako Katherine „Kitty” Oppenheimer - Danielle Brooks – Kolor purpury jako Sofia - Penélope Cruz – Ferrari jako Laura Ferrari - Jodie Foster – Nyad jako Bonnie Stoll |
| Najlepszy występ zespołu aktorskiego w filmie kinowym | |
| - Oppenheimer – Casey Affleck, Emily Blunt, Kenneth Branagh, Matt Damon, Robert Downey Jr., Josh Hartnett, Rami Malek, Cillian Murphy i Florence Pugh - Amerykańska fikcja – Erika Alexander, Adam Brody, Sterling K. Brown, Keith David, John Ortiz, Issa Rae, Tracee Ellis Ross, Leslie Uggams i Jeffrey Wright - Barbie – Michael Cera, Will Ferrell, America Ferrera, Ryan Gosling, Ariana Greenblatt, Kate McKinnon, Helen Mirren, Rhea Perlman, Issa Rae i Margot Robbie - Kolor purpury – Halle Bailey, Fantasia Barrino, Jon Batiste, Danielle Brooks, Ciara, Colman Domingo, Aunjanue Ellis-Taylor, Louis Gossett Jr., Corey Hawkins, Taraji P. Henson, Phylicia Pearl Mpasi i H.E.R. - Czas krwawego księżyca – Tantoo Cardinal, Robert De Niro, Leonardo DiCaprio, Brendan Fraser, Lily Gladstone, John Lithgow i Jesse Plemons | |
| Najlepszy występ zespołu kaskaderskiego w filmie kinowym | |
| - Mission: Impossible – Dead Reckoning - Barbie - Strażnicy Galaktyki vol. 3 - Indiana Jones i artefakt przeznaczenia - John Wick 4 | |

### Programy telewizyjne
| Najlepszy występ aktora w miniserialu lub filmie telewizyjnym | Najlepszy występ aktorki w miniserialu lub filmie telewizyjnym |
| --- | --- |
| - Steven Yeun – Awantura (Netflix) jako Daniel „Danny” Cho - Matt Bomer – Towarzysze podróży (Showtime) jako Hawkins „Hawk” Fuller - Jon Hamm – Fargo (FX) jako Roy Tillman - David Oyelowo – Stróżowie prawa: Bass Reeves (Paramount+) jako Bass Reeves - Tony Shalhoub – Mr. Monk’s Last Case: A Monk Movie (Peacock) jako Adrian Monk | - Ali Wong – Awantura (Netflix) jako Amy Lau - Uzo Aduba – Zabić ból (Netflix) jako Edie Flowers - Kathryn Hahn – Małe wielkie historie (Hulu) jako Clare Pierce - Brie Larson – Lekcje chemii (Apple TV+) jako Elizabeth Zott - Bel Powley – Światełko (Nat Geo) jako Miep Gies                                                                    |
| Najlepszy występ aktora w serialu dramatycznym | Najlepszy występ aktorki w serialu dramatycznym |
| - Pedro Pascal – The Last of Us (HBO) jako Joel - Brian Cox – Sukcesja (HBO) jako Logan Roy - Billy Crudup – The Morning Show (Apple TV+) jako Cory Ellison - Kieran Culkin – Sukcesja (HBO) jako Roman Roy - Matthew Macfadyen – Sukcesja (HBO) jako Tom Wambsgans | - Elizabeth Debicki – The Crown (Netflix) jako księżna Diana - Jennifer Aniston – The Morning Show (Apple TV+) jako Alexandra „Alex” Levy - Bella Ramsey – The Last of Us (HBO) jako Ellie - Keri Russell – Dyplomatka (Netflix) jako Katherine „Kate” Wyler - Sarah Snook – Sukcesja (HBO) jako Siobhan „Shiv” Roy                                 |
| Najlepszy występ aktora w serialu komediowym | Najlepszy występ aktorki w serialu komediowym |
| - Jeremy Allen White – The Bear (FX / Hulu) jako Carmen „Carmy” Berzatto - Brett Goldstein – Ted Lasso (Apple TV+) jako Roy Kent - Bill Hader – Barry (HBO) jako Barry Berkman - Ebon Moss-Bachrach – The Bear (FX / Hulu) jako Richard „Richie” Jerimovich - Jason Sudeikis – Ted Lasso (Apple TV+) jako Ted Lasso | - Ayo Edebiri – The Bear (FX / Hulu) jako Sydney Adamu - Alex Borstein – Wspaniała pani Maisel (Prime Video) jako Susie Myerson - Rachel Brosnahan – Wspaniała pani Maisel (Prime Video) jako Miriam „Midge” Maisel - Quinta Brunson – Misja: Podstawówka (ABC) jako Janine Teagues - Hannah Waddingham – Ted Lasso (Apple TV+) jako Rebecca Welton |
| Najlepszy występ zespołu aktorskiego w serialu dramatycznym | |
| - Sukcesja (HBO) – Nicholas Braun, Juliana Canfield, Brian Cox, Kieran Culkin, Dagmara Domińczyk, Peter Friedman, Justine Lupe, Matthew Macfadyen, Arian Moayed, Scott Nicholson, David Rasche, Alan Ruck, Alexander Skarsgård, J. Smith-Cameron, Sarah Snook, Fisher Stevens, Jeremy Strong i Zoë Winters - The Crown (Netflix) – Khalid Abdalla, Sebastian Blunt, Bertie Carvel, Salim Daw, Elizabeth Debicki, Luther Ford, Claudia Harrison, Lesley Manville, Ed McVey, James Murray, Jonathan Pryce, Imelda Staunton, Marcia Warren, Dominic West i Olivia Williams - Pozłacany wiek (HBO) – Ben Ahlers, Ashlie Atkinson, Christine Baranski, Denée Benton, Nicole Brydon Bloom, Michael Cerveris, Carrie Coon, Kelley Curran, Taissa Farmiga, David Furr, Jack Gilpin, Ward Horton, Louisa Jacobson, Simon Jones, Sullivan Jones, Celia Keenan-Bolger, Nathan Lane, Matilda Lawler, Robert Sean Leonard, Audra McDonald, Debra Monk, Donna Murphy, Kristine Nielsen, Cynthia Nixon, Kelli O’Hara, Patrick Page, Harry Richardson, Taylor Richardson, Blake Ritson, Jeremy Shamos, Douglas Sills, Morgan Spector, John Douglas Thompson i Erin Wilhelmi - The Last of Us (HBO) – Pedro Pascal i Bella Ramsey - The Morning Show (Apple TV+) – Jennifer Aniston, Nicole Beharie, Shari Belafonte, Néstor Carbonell, Billy Crudup, Mark Duplass, Jon Hamm, Theo Iyer, Hannah Leder, Greta Lee, Julianna Margulies, Tig Notaro, Karen Pittman i Reese Witherspoon | |
| Najlepszy występ zespołu aktorskiego w serialu komediowym | |
| - The Bear (FX / Hulu) – Lionel Boyce, Jose Cervantes Jr., Liza Colón-Zayas, Ayo Edebiri, Abby Elliott, Richard Esteras, Edwin Lee Gibson, Molly Gordon, Corey Hendrix, Matty Matheson, Ebon Moss-Bachrach, Oliver Platt i Jeremy Allen White - Misja: Podstawówka (ABC) – Quinta Brunson, William Stanford Davis, Janelle James, Chris Perfetti, Sheryl Lee Ralph, Lisa Ann Walter i Tyler James Williams - Barry (HBO) – Anthony Carrigan, Sarah Goldberg, Zachary Golinger, Bill Hader, Andre Hyland, Fred Melamed, Charles Parnell, Stephen Root, Tobie Windham, Henry Winkler i Robert Wisdom - Zbrodnie po sąsiedzku (Hulu) – Gerald Caesar, Michael Cyril Creighton, Linda Emond, Selena Gomez, Allison Guinn, Steve Martin, Ashley Park, Don Darryl Rivera, Paul Rudd, Jeremy Shamos, Martin Short, Meryl Streep, Wesley Taylor, Jason Veasey i Jesse Williams - Ted Lasso (Apple TV+) – Annette Badland, Kola Bokinni, Edyta Budnik, Adam Colborne, Phil Dunster, Cristo Fernández, Kevin „KG” Garry, Brett Goldstein, Billy Harris, Anthony Head, Brendan Hunt, Toheeb Jimoh, James Lance, Nick Mohammed, Jason Sudeikis, Jeremy Swift, Juno Temple, Hannah Waddingham, Bronson Webb i Katy Wix | |
| Najlepszy występ zespołu kaskaderskiego w serialu telewizyjnym | |
| - The Last of Us (HBO) - Ahsoka (Disney+) - Barry (HBO) - Awantura (Netflix) - The Mandalorian (Disney+) | |

### Nagrody specjalne
- Barbra Streisand – nagroda za całokształt twórczości[5]